# Luis Carlos de la Hoz
Luis Carlos de la Hoz Suárez (Suan, Atlántico, Colombia, 27 de octubre de 1989) es un futbolista colombiano que se desempeña como delantero centro.

## Trayectoria
Su carrera como jugador la comenzó en el Barranquilla Fútbol Club, con el que debutó en el Torneo Clausura de la Primera B en 2011 en un partido ante el Bucaramanga en el que anotó el gol del empate 1-1 a los 42 minutos. Sus buenas actuaciones lo llevaron al primer equipo del Junior en 2012 pero solo llegó a jugar nueve partidos (uno por liga y ocho por Copa Colombia) y a anotar un gol. Volvió al Barranquilla F.C. para disputar el Finalización de 2012 y marcó dos goles en siete partidos jugados. 2013 fue su mejor año ya que logró convertir ocho goles en 22 juegos incluyendo dobletes ante Universitario de Popayán y Pereira. Fue nuevamente ascendido al Junior por Comesaña de cara al Finalización de 2014 y su primer y, por ahora, único tanto con la camiseta rojiblanca en esta nueva etapa se lo marcó a la Uniautónoma en un partido de Copa Colombia.

## Clubes
| Club               | País     | Año         |
| ------------------ | -------- | ----------- |
| Barranquilla F. C. | Colombia | 2011        |
| Junior             | Colombia | 2012        |
| Barranquilla F. C. | Colombia | 2012 - 2014 |
| Junior             | Colombia | 2014 - 2015 |
| Valledupar F. C.   | Colombia | 2016 - 2017 |

## Palmarés

### Campeonatos nacionales
| Título        | Club   | País     | Año  |
| ------------- | ------ | -------- | ---- |
| Copa Colombia | Junior | Colombia | 2015 |